# ゴールデン・エレファント賞
ゴールデン・エレファント賞（ゴールデン・エレファントしょう）は、日本・アメリカ合衆国・中国・韓国の出版社が共催する公募の文学賞。2009年創設。
日本語で書かれた未発表の長編エンタテインメント小説を募集する。プロ・アマは問わない。また、小説のジャンルや応募者の国籍は問わない。受賞作は日本語版だけでなく翻訳版も刊行される。

## 概要
日本の枻（えい）出版社、アメリカ合衆国のヴァーティカル社（Vertical）、中国の上海訳文出版社、韓国のソダム&テール出版社からなる『ゴールデン・エレファント賞』運営委員会が主催している。
大賞受賞者には賞金300万円が贈呈される。

## 受賞作リスト
|                    | 賞     | 受賞者                  | タイトル                                           | 英語タイトル      | 中国語タイトル | 韓国語タイトル |
| ------------------ | ------ | ----------------------- | -------------------------------------------------- | ----------------- | -------------- | -------------- |
| 第1回 （2010年度） | 大賞   | 中村ふみ                | 裏閻魔 （2011年3月刊）                             | ENMA the immortal | 阎魔（閻魔）   | 염마 이야기    |
| 第1回 （2010年度） | 大賞   | 荒井曜                  | 慈しむ男 （2011年7月刊）                           | A Caring Man      |                |                |
| 第1回 （2010年度） | 特別賞 | 升本九八                | 圓（まどか）さん、天下を回る （2012年2月刊）       |                   |                |                |
| 第2回 （2011年度） | 大賞   | 石川智健                | グレイメン （2012年2月刊）                         | Gray Men          |                | 그레이맨       |
| 第2回 （2011年度） | 優秀賞 | 磐木大（いわき ひとし） | 柿崎トオルの出会った自殺請負人 （2012年4月刊）     |                   |                |                |
| 第2回 （2011年度） | 特別賞 | 根本起男                | さんくすないと （2012年3月刊）                     |                   |                |                |
| 第3回 （2012年度） | 大賞   | シュウ・エジマ          | クイックドロウ （2013年2月刊）                     |                   |                |                |
| 第3回 （2012年度） | 特別賞 | わかたけ まさこ         | エリッサ様、前方に敵艦を発見しました               |                   |                |                |
| 第4回 （2013年度） | 大賞   | 時武ぼたん              | ウェーブ～小菅千春三尉の航海日誌～ （2014年6月刊） |                   |                |                |

## 最終選考委員
- 最終選考委員（2011年度、2012年度）
  - 日本 - 宇野常寛、根本健、劔重徹（けんじゅう とおる）
  - アメリカ合衆国 - イオアニス・メンザス（Ioannis Mentzas）
  - 中国 - 趙平（チョウ・ヘイ）
  - 韓国 - 梁潤玉（ヤン・ユンオク）